# Hal (Boxtel)
Hal is een buurtschap  in de gemeente Boxtel in de Nederlandse provincie Noord-Brabant. Het ligt tussen Vught en Boxtel aan de Rijksweg 2.

## Toponymie
De meest voor de hand liggende verklaring van de plaatsnaam is die van hellend land, aangezien de buurtschap nabij het dal van de Essche Stroom.

## Geschiedenis
In 1352 wordt de buurtschap voor het eerst vermeld als Hall. Samen met Heugt en Selissel vormde het toen een herdgang. Heer Willem IV van Boxtel gaf toen de gemeenterechten met betrekking tot de Kampinase Heide uit aan de inwoners van deze herdgang.
In de 14e eeuw lag er een hoeve op Hal, die deel uitmaakte van het landgoed Enode dat zowel op Vughts als op Boxtels gebied lag. Dit behoorde toe aan een zekere Ridder Brenthen die familie was van de Heer van Boxtel. Later werd dit landgoed in een Vughts en een Boxtels deel gesplitst. Het Boxtelse deel was cijnsplichtig aan de Heer van Boxtel en aan de Heer van Oud-Herlaar.
In 1453 was er sprake van een Halsstraat die van Boxtel naar Hal liep. In 1470 bestond er een brug over de Essche Stroom, de Halse Brug geheten, waarbij zich, behalve de belangrijkste hoeve, een brouwerij met herberg bevond. Vanouds trok hier veel verkeer langs.
Bewoners uit de buurtschap namen ook deel aan de Boxtelse bestuurlijke organen, zoals in de schepenbank en als kerkmeester. Hierop wijst de familienaam Van Hal die regelmatig in documenten voorkomt.
De oorspronkelijke cijnsplichtige hoeve bij de Halse Brug bestond tot in de 18e eeuw. Daarnaast was er nog een hoeve die toebehoorde aan het klooster Coudewater te Rosmalen. Deze werd in 1648 genaast door de Rentmeester der Geestelijke Goederen te 's-Hertogenbosch.
In 1736 werden er 14 huizen geteld in Hal, maar ook de hoofdplaats Boxtel bezat toen slechts 168 huizen. De doorgaande wegen waren zandpaden, die bovendien grote omwegen maakten teneinde moerassige gebieden, zoals in de omgeving van Best, te vermijden. In 1741 werd echter de Steenweg van Eindhoven naar 's-Hertogenbosch aangelegd, welke ook Hal aandeed. De reden daartoe was een handelsoorlog tussen de Oostenrijkse Nederlanden en het Prinsbisdom Luik, welke de verbinding tussen Holland en Luik dreigde te verstoren. De nieuwe weg, die over Hasselt liep, moest in de leemte voorzien.
In 1742 werd de Halse Barrier gebouwd, waartoe een oud vervallen huis was aangekocht. Hier werd tol geheven in opdracht van de stad 's-Hertogenbosch. Tegenover de barrier lag een uitspanning die aanvankelijk De Kievit en later De Zwaan heette.
Vooraanstaande inwoners van 's-Hertogenbosch hadden ook enkele hoeven in Hal in bezit.
Vooral na 1798, toen de heerlijke rechten waren opgeheven, konden de woeste gronden in ontginning worden gebracht en dit gebeurde in eerste instantie in de omgeving van de hoofdweg. Er ontstonden landgoederen en nieuwe hoeven.
In 1892 kwamen de Witte Paters naar Boxtel en vestigden zich in het klooster Sint Charles. Hun kapel werd ook door de inwoners van Hal bezocht om de Mis bij te wonen. Hieraan kwam in 1987 een einde, toen de Rijksweg tot autosnelweg werd uitgebouwd. Ook Hal kwam hiermee aan een drukke snelweg te liggen. 
Tot en met 31 december 2020 behoorde Hal tot de gemeente Haaren die met een gemeentelijke herindeling werd opgeheven.